# Ptericoptus borealis
Ptericoptus borealis là một loài bọ cánh cứng trong họ Cerambycidae.